# Lanuéjols (Lozère)

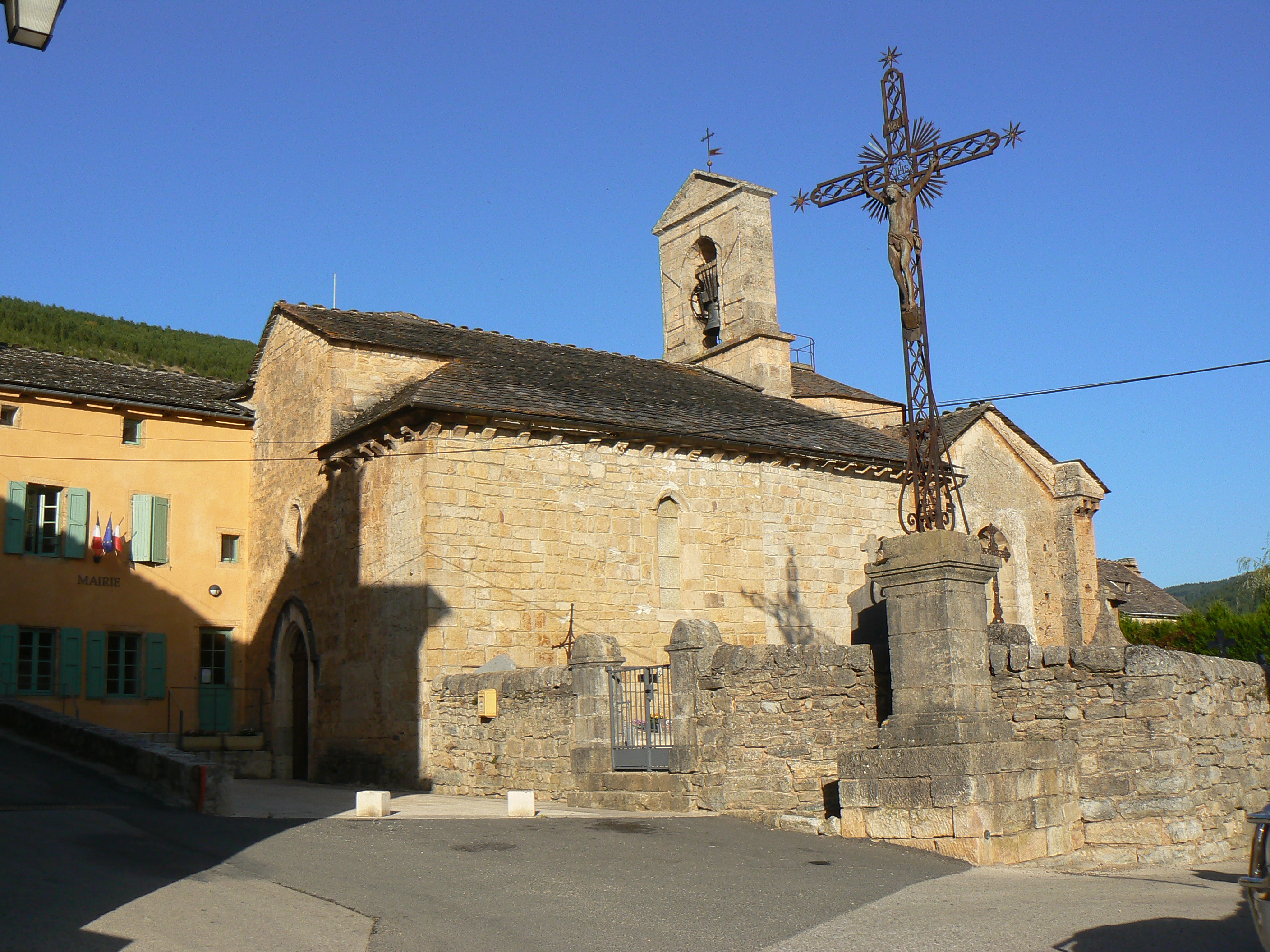
Kościół w Lanuéjols, 2007

Lanuéjols – miejscowość i gmina we Francji, w regionie Oksytania, w departamencie Lozère.
Według danych na rok 1990 gminę zamieszkiwało 189 osób, a gęstość zaludnienia wynosiła 6 osób/km² (wśród 1545 gmin Langwedocji-Roussillon Lanuéjols plasuje się na 719. miejscu pod względem liczby ludności, natomiast pod względem powierzchni na miejscu 167.).

## Populacja

Populacja Lanuéjols w latach 1962-2008